# مسجد جامع مرندیز
مسجد جامع مرندیز مربوط به دوره ایلخانی است و در ۳۷ کیلومتری شمال شرقی شهرستان بجستان، روستای مرندیز واقع شده و این اثر در تاریخ ۱۷ مرداد ۱۳۸۳ با شمارهٔ ثبت ۱۱۰۵۶ به‌عنوان یکی از آثار ملی ایران به ثبت رسیده است.